# Gurla Mandhata
Le Gurla Mandhata, ou Naimona'nyi ou Nani (en chinois : 納木那尼峰 ; en pinyin : nàmùnàní fēng) est le point culminant du Nalakankar Himal, une chaîne de l'Himalaya. Il est situé dans le xian de Burang de la préfecture de Ngari dans la région autonome du Tibet, à proximité du Nord-Ouest du Népal. Il est le 34e des  plus hauts sommets dans le monde. Il a la particularité d'être très à l'intérieur du plateau Tibétain (la plupart des sommets d'altitude similaire sont à la marge du plateau). Il est situé à proximité du lac Manasarovar et du mont Kailash. Le nom tibétain, Naimona'nyi, est censé provenir de naimo = « phytothérapie », na = « noir », nyi = « dalles entassées », donnant « la montagne aux dalles entassées de la phytothérapie noire ».

## Ascensions

### Premières tentatives
En juillet 1905, Thomas George Longstaff, accompagné par deux guides Alexis Brocherel et Henri Brocherel et six porteurs, tente l'ascension du Gurla Mandhata. Ils établissent leur camp de base à Xian de Burang ; cinq camps d'altitude sont successivement mis en place mais, vers 7 000 mètres, ils doivent renoncer mais établissent par la même occasion un record d'altitude pour l'époque,. La seconde tentative est menée en 1936 par Herbert Tichy et le Sherpa Kitar mais ils ne dépassent pas 7 200 mètres d'altitude.

### Première ascension
La première ascension réussie est au crédit d'une expédition sino-japonaise conduite en mai 1985 par Katsutoshi Hirabayashi.